# Diposis
Diposis là chi thực vật có hoa trong họ Apiaceae.